# Communauté de communes du Warndt
La communauté de communes du Warndt (CCW) est une communauté de communes située dans le département de la Moselle en région Grand Est.

## Histoire
La communauté de communes du Warndt est créée le 24 février 1997 avec les trois communes de Creutzwald, Ham-sous-Varsberg et Varsberg.
En 1999, les communes de Bisten-en-Lorraine et Guerting intègrent la communauté de communes.
La loi du 12 juillet 1999 dite « loi Chevènement » permet le regroupement de communes en EPCI (Établissement Public de Coopération Intercommunal).

## Composition
La communauté de communes est composée des 5 communes suivantes :

| Nom                | Code Insee | Gentilé       | Superficie (km2) | Population (dernière pop. légale) | Densité (hab./km2) |
| ------------------ | ---------- | ------------- | ---------------- | --------------------------------- | ------------------ |
| Creutzwald (siège) | 57160      | Creutzwaldois | 26,72            | 12 389 (2022)                     | 464                |
| Bisten-en-Lorraine | 57087      | Bistenois     | 4,48             | 249 (2022)                        | 56                 |
| Guerting           | 57274      | Guertingeois  | 5,64             | 870 (2022)                        | 154                |
| Ham-sous-Varsberg  | 57288      | Hamois        | 6,53             | 2 889 (2022)                      | 442                |
| Varsberg           | 57696      | Varsbergeois  | 4,15             | 972 (2022)                        | 234                |

## Les élus de la Communauté de communes du Warndt
Le conseil communautaire de la Communauté de Communes du Warndt est composé d’un président et de cinq vice-présidents.
- Jean-Paul Dastillung, Président de la Communauté de Communes du Warndt
- Jean-Luc Wozniak, 1er Vice-Président Maire de Creutzwald
- Edmond Bettinger, 2e Vice-Président Maire de Ham-Sous-Varsberg
- Pierrot Moritz, 3e Vice-Président Maire de Varsberg
- Yves Tonnelier, 4e Vice-Président Maire de Guerting
- Pierre Thil, 5e Vice-Président Maire de Bisten-en-Lorraine

Le conseil communautaire compte 26 conseillers.